# Epigelasma
Epigelasma là một chi bướm đêm thuộc họ Geometridae.